# Spinops
Spinops (лат.) — род травоядных птицетазовых динозавров, принадлежащих к группе цератопсов, живших во время позднего мелового периода в районе современной Северной Америки. Типовой и единственный вид — Spinops sternbergorum.
Летом 1916 года, вероятно, в начале июля, Чарльз Газелиус Штернберг и его сын Леви Штернберг в местности Steveville Badlands, расположенной в одной миле ниже по течению от устья реки Берри Крик (Berry Creek) провинции Альберта, Канада, на небольшом расстоянии друг от друга обнаружили два черепа, принадлежащих представителям группы цератопсов. Вид был назван и описан в 2011 году Эндрю Фарком, Майклом Райаном, Полом Барретом, Дарреном Танаке, Деннисом Брейменом, Марком Лоуэном и Марком Грэмом. Название рода происходит от латинского spina — «шип», и древнегреческого ὤψ, оопс — «лицо». Обозначение вида дано в честь первооткрывателей. Новое исследование финансировалось Американским Национальным научным фондом.
Точное место находки неизвестно. Интенсивные исследования в последние годы были не в состоянии определить местоположение окаменелостей в геологических слоях. Вероятно, они были обнаружены в нижних слоях Dinosaur Park Formation. Оба черепа датируются кампаном, примерно около 76 миллионов лет назад. Голотип NHMUK R16307 состоит из части теменной кости. Ряд других образцов данного вида назначены: NHMUK R16308, часть теменной кости, а также фрагменты нижней челюсти и костей конечностей; NHMUK R16306, фрагменты верхней части черепа и морды; NHMUK R16309, фрагмент кости черепа, т. н. squamosum. Голотип и образец под номером NHMUK R16308 относятся к разным особям.
Spinops представлял собой среднего по размерам представителя цератопсов, длиной около шести метров и весом около двух тонн. Является четвероногим травоядным животным с относительно коротким хвостом и большой головой с длинным костным воротником в задней части черепа (жабо), на краях которого располагались рога, так же рога располагались на носу и над глазами.
В результате исследований Spinops был отнесён в подсемейство центрозаврин семейства цератопсид.